# Prensa Latina
Prensa Latina (nombre legal: Prensa Latina, Agencia Informativa Latinoamericana S.A.) es una agencia de noticias con sede central en La Habana, Cuba, corresponsales permanentes en 35 países y colaboradores en otras decenas de naciones para difundir información y noticias durante las 24 horas de las más diversas temáticas.

## Origen
Fue fundada el 16 de junio de 1959, por iniciativa de Fidel Castro, de Ernesto Che Guevara y contó con apoyo del periodista argentino Jorge Ricardo Masetti, su primer director general. En el núcleo inicial de periodistas se encontraban, entre otros, Gabriel García Márquez, Rodolfo Walsh, Rogelio García Lupo y Carlos María Gutiérrez.
Fidel Castro habló por primera vez de la necesidad de crear una agencia informativa latinoamericana en el Aula Magna de la Universidad de Caracas durante la visita que realizó a Venezuela en enero de 1959. Según Fidel existía la necesidad de contrarrestar las campañas confusionistas de los enemigos de los movimientos progresistas latinoamericanos.
El 16 de junio de 1959 nació Prensa Latina, decidida a incursionar en los flujos informativos internacionales con una visión del mundo diferente a la de los monopolios mediáticos de entonces, a pesar de la desventaja en recursos financieros y tecnológicos respecto a sus adversarios.
La cobertura del acontecer noticioso latinoamericano y en especial del proyecto emancipador cubano; fueron prioridades de la agencia, que tuvo en el líder de la Revolución cubana, Fidel Castro, y en el Comandante Ernesto Che Guevara a sus principales impulsores y en él periodista argentino Jorge Ricardo Masetti, a su primer director.
El 16 de junio de 1959, apenas seis meses después del Triunfo de la revolución cubana, se trasmitió desde La Habana al mundo el primer despacho noticioso con la sigla "PL". Nacía así la Agencia Informativa Latinoamericana Prensa Latina, en medio de la efervescencia revolucionaria que marcó aquellos días, destinada a informar sobre lo que estaba ocurriendo en Cuba realmente y con el propósito de ofrecer al mundo una visión de la realidad latinoamericana diferente de la que ofrecían los grandes monopolios mediáticos de entonces.
Con más de 50 años, Prensa Latina posee una sólida y moderna estructura que le permite insertarse con éxito en el complejo y competitivo mundo de las agencias internacionales de noticias.
Un equipo de editores, redactores, reporteros, fotógrafos, así como corresponsales y colaboradores en todo el mundo, nutren el caudal informativo de Prensa Latina, apoyados por ingenieros y técnicos de alta calificación, que hacen posible que la señal de la Agencia recorra el planeta llevando mensajes sobre los más disímiles temas.
Más de 400 despachos conforman el servicio mundial de noticias que PL trasmite cada día a sus receptores en los idiomas español, inglés, portugués, italiano, ruso y francés.

## Publicaciones
Prensa Latina es también una importante casa editorial. Un experimentado equipo de periodistas, diseñadores y correctores se encargan de preparar los contenidos y diseñar más de 30 publicaciones periódicas, de ellas, algunas propias y otras realizadas por encargo.
Entre las primeras se destaca el semanario Orbe, con ediciones para Cuba, México, Venezuela, Bolivia, Nicaragua y El Salvador. También se editan el censuario Negocios en Cuba y las revistas Cuba Internacional, Avances Médicos de Cuba y Correos de Cuba, dirigida esta última a los cubanos que residen fuera de la Isla.
Para instituciones o empresas de Cuba o de otros países, se editan, entre otras, las revistas Habanera, Excelencias del Caribe, Amazonía, Vietnam Ilustrado, Avances Médicos de las Américas y Cuba Plus, así como las guías de los principales polos turísticos cubanos.

### Multimedia
Conocida comercialmente por el nombre de “Génesis Multimedia”, esta gerencia de Prensa Latina cuenta con más de un centenar de títulos publicados en soporte digital, entre los cuales se destacan la enciclopedia “Todo de Cuba”, con actualizaciones cada dos años, y los CD “Che por siempre” y “Andar La Habana”.

### Televisión
La gerencia de televisión, conocida por la sigla “PLTV”, con una experiencia profesional muy alta, elabora materiales televisivos de carácter noticioso e intemporal para su difusión por emisoras y cadenas de televisión de todo el mundo, principalmente de América Latina.
PLTV también produce y realiza materiales de formato video con fines diversos y ofrece servicios de asistencia técnica.

### Fotografía
Prensa Latina posee un moderno servicio fotográfico con imágenes de actualidad y de archivo, de Cuba y el resto del mundo.

### Servicio radial
La Redacción de Radio emite diariamente 26 programas sobre los más variados temas y distribuye sus servicios a cerca de 150 receptores en Cuba y otras partes del mundo en formato mp3 y mediante boletines.

### Editorial Prensa Latina
Ediciones Prensa Latina edita libros de diversas temáticas de las ciencias sociales, principalmente desde el prisma del periodismo y sus géneros, atendiendo en lo fundamental a la historia y realidad cubanas.